# Janikowa Grapa
Janikowa Grapa (626 m) – najbardziej wysunięty na południowy zachód szczyt Pasma Pewelskego. Na mapie Compassu jako Janikowa Grapa podpisany jest sąsiedni szczyt, który na mapie Geoportalu ma nazwę Beskid i wysokość 727 m.
Janikowa Grapa w regionalizacji fizycznogeograficznej Polski według Jerzego Kondrackiego zaliczana jest do Beskidu Makowskiego, w nowszej regionalizacji z 2018 roku do Pasm Pewelsko-Krzeszowskich. Pierwsza część nazwy Janikowej Grapy pochodzi od położonego na zachodnich stokach osiedla Janikówka, druga część zaś od słowa grapa, które w gwarze podhalańskiej oznacza stromy stok lub brzeg rzeki.
Południowe stoki Janikowej Grapy stromo opadają do doliny rzeki Koszarawy. Jej podnóżem biegnie droga wojewódzka nr 845. Znajduje się w nich wybitna Janikowa Skała (na mapie Geoportalu opisana jako Mutne), na której uprawiana jest wspinaczka skalna. Stoki zachodnie również stromo opadają do doliny potoku Mutnik, wschodnie do dolinki Potoku Chałupniczego, północno-wschodnie do dolinki dwóch potoków; jeden jest dopływem Mutnika, drugi Potoku Chałupniczego. Góra jest w większości porośnięta lasem, tylko na jej grzbiecie łączącym ją z Beskidem są pola i zabudowania osiedli Janikówka i Pradziady. W całości znajduje się w granicach wsi Jeleśnia w województwie śląskim, w powiecie żywieckim.
Na południowym, opadającym do doliny Koszarawy stoku znajdują się dwa stanowiska bardzo rzadkiego gatunku rośliny – pięciornika drobnego, który w Polsce występuje zaledwie w dwóch miejscach (drugie znajduje się na Mazowszu).

## Szlak turystyczny
Jeleśnia – Janikowa Grapa – Beskid – Madeje – Garlejów Groń – Gracówka – Zawaliska – Bigosy – Bąków – Ubocz – Gachowizna. Czas przejścia: 2:30 h, ↓ 2:10 h.
 szlak rowerowy z Jeleśni